# Valeri Likhatchev
Pour les articles homonymes, voir Likhatchiov.
Valeri Nikolaïevitch Likhatchev (en russe : Валерий Николаевич Лихачёв) (né le 5 décembre 1947 à Novochechminsk, République du Tatarstan, Russie) est un coureur cycliste soviétique. Avant de s'illustrer dans la Course de la Paix, où il a remporté 10 étapes, dont 6 dans la seule édition de 1973, il  fait partie du « quatuor » de l'équipe de l'URSS qui en 1970 triomphe dans l'épreuve des 100 km sur route contre-la-montre aux championnats du monde, puis de celui qui triomphe dans la même discipline aux Jeux olympiques de Munich.

## Biographie
Valeri Likhatchev est originaire de la République autonome du Tatarstan, entité nationale et administrative de l'URSS, incluse dans la République russe. Membre du club "Troud" de la ville de Gorki, 1,76 m pour 73 kg, il entre dans l'équipe soviétique en 1970. Il est intégré dans l'équipe qui dispute à Leicester les 100 km contre-la-montre. Le cyclisme soviétique n'avait obtenu qu'un accessit aux championnats du monde depuis 1962. Le quatuor Valeri Likhatchev-Boris Choukhov-Valeri Iardy-Vladimir Sokolov lui apporte la première médaille d'or des Championnats du monde sur route. Elle permet à Viktor Kapitonov d'asseoir sa réputation d'entraîneur-sélectionneur de l'équipe d'URSS sur un succès incontestable et conforte son autorité. L'équipe remaniée subit un revers en 1971, puis triomphe aux Jeux olympiques de Munich devant une équipe de Pologne emmenée par Ryszard Szurkowski. Valeri Likhatchev utilise ses talents en solo. En 1973, il établit un record de victoires d'étape en une seule Course de la Paix, en gagnant 6 bouquets. Pour l'ensemble de ses participations à la Course de la Paix, il totalise 10 victoires d'étape, ce qui le classe parmi les meilleurs réalisateurs en ce domaine pour cette course.
Son palmarès est un des plus fournis des cyclistes de l'Union soviétique. Il le doit à une bonne pointe de vitesse, qui lui permet de glaner nombre de succès d'étape. Mais il décroche aussi quelques succès significatifs : victoire au Tour du Maroc, au Tour de Namur.

## Palmarès

### Palmarès année par année
- 1970
  -  Champion du monde du contre-la-montre par équipes (avec Valeri Iardy, Boris Choukhov et Vladimir Sokolov)
  - 2e étape du Grand Prix François-Faber
- 1971
  - 3e du Grand Prix François-Faber
  - 8e du championnat du monde du contre-la-montre par équipes (avec Boris Choukhov, Guennadi Komnatov et Nikolay Sytnikov)
- 1972
  -  Champion olympique du contre-la-montre par équipes (avec Valeri Iardy, Boris Choukhov et Guennadi Komnatov)
  -  Champion d'URSS du contre-la-montre par équipes (avec Valeri Iardy, Guennadi Komnatov et Youri Mikhaïlov)[2]
  - Contre-la-montre par équipes des Jeux de la jeunesse soviétique (avec Youri Mikhaïlov, Ivan Trifonov et Trumteller)
  - Tour du Maroc :
    - Classement général
    - 5e, 8e et 9e étapes

  - Tour de la province de Namur :
    - Classement général
    - 2e et 4e étapes

  - 2e du contre-la-montre des Jeux de la Jeunesse soviétique
  - 3e de l'épreuve en ligne des Jeux de la Jeunesse soviétique
  - 3e du Mémorial Anatoli Tcherepovitch
- 1973
  -  Champion d'URSS du critérium
  - Tour de Crimée[3] :
    - Classement général
    - 1re et 3e étapes

  - 1re, 5e, 6e, 10e, 13e, et 15ea étapes de la Course de la Paix
  - 6e, 10e et 14e étapes du Tour d'Algérie
  - Prologue (contre-la-montre par équipes) et 5ea étape du GP Tell
  - 3ea étape du Tour de Suède
  - 6e, 10e et 13e étapes du Tour d'Algérie
  - 3e de la Course de la Paix
- 1974
  - 4e étape de la Course de la Paix
  - 4e étape du Circuit de la Sarthe
- 1975
  - Dynamo-Cup
  - 2e étape de Berlin-Karl-Marx Stadt
  - 4e, 10e et 12e étapes de la Course de la Paix[4]
  - 1re, 3e, 4e et 5eb étapes du Tour d'Autriche[5]
  - 3eb étape du Tour de Yougoslavie
  - 2e de Berlin-Karl-Marx Stadt[6]
  - 3e du Tour de Yougoslavie
- 1976
  - 3e et 5e étapes du Tour des Régions italiennes
  - Trofeo Papà Cervi

### Autres classements
- 1973
  - 63e du championnat du monde amateurs sur route
- 1974
  - 12e de la Course de la paix
- 1975
  - 9e du Tour d'Autriche
  - 25e de la Course de la paix

## Distinction
- 1970 : "Honoré Maître des sports de l'URSS."